# Марсель Коген
Марсель Коген (29 вересня 1951 року, Буенос-Айрес — 17 грудня 2022 року, там само) — аргентинський письменник, перекладач і літературний критик.

## Біографія
Марсель Коген народився в Буенос-Айресі в родині емігрантів. В дитинстві захоплювався фантастичною літературою, творами Кафки, Філіп К. Діка, Італо Кальвіно, Дж. Г. Балларда, Вільяма Фолкнера.
У 1963 році він почав навчання в середній школі Національного коледжу Буенос-Айреса. Марсель вивчав літературу на факультеті філософії та літератури Університету Буенос-Айреса, але не закінчив навчання. З чотирнадцяти років працював продавцем шоколаду, розносником тощо.
На початку 1970-х років входив у групу літературної майстерності Маріо Хорхе де Лелліс.
Наприкінці 1975 року він поїхав до Іспанії і двадцять років жив у Барселоні. У 1993 році він познайомився з Грасіелою Сперанца та одружився з нею. З 1996 року жив у Буенос-Айресі.

## Журналістика та переклади
У 1979—1981 роках Марсель Коген співпрацював з літературним додатком мадридської газети El País. У 1980 році він став редактором літературного журналу в Барселоні. Після закриття журналу в 1982 році, працював перекладачем.
Протягом останніх років проживання в Іспанії часто співпрацював у культурному додатку газети Clarín.
У 1999 році письменник працював сценаристом аргентино-французького фільму Invierno, mala vida.
У 2001 році заснував журнал про мистецтво та літературу. У 2002 році був генеральним директором редакційного проєкту з перекладу творів, в якому співпрацювали сорок два письменники з одинадцяти країн.

## Художня своєрідність
Марсель Коген відомий незвичайною прозою. Його твори мають особливий стиль, наповнений мовними інноваціями.
Характерні риси його творів: використання фантастичних реалій, чіткі натяки на поточні ситуації. У творах поєднується реалізм та наукова фантастика. Деякі його книги перекладено англійською, французькою та шведською мовами.

## Оповідання
- 1972 — Що залишилося. Аргентина: LH Editions
- 1975 — Птахи теж їдять. Аргентина: Editorial Boedo.
- 1981 — Найдорожчий інструмент на землі (розповіді)
- 1984 — Стерв'ятник взимку
- 1992 — Кінець
- 1998 — Добрі люди (оповідання)
- 2001 — Водні види спорту
- 2003 — Часткове рішення

## Нариси
- 1999 — Будда
- 2002 — Роберто Боланьйо: писання як корида (з текстом «Де вмирають поети»)
- 2003 — Справді фантастично! та інші нариси
- 2014 — Музика в прозі
- 2017 — Un año sin primavera (вид. 1ª). Argentina: Entropía. ISBN 978-987-1768-42-4. Un año sin primavera (вид. 1ª). Argentina: Entropía. ISBN 978-987-1768-42-4. Un año sin primavera (вид. 1ª). Argentina: Entropía. ISBN 978-987-1768-42-4.

## Нагороди
- Премія Konex 2004: П'ятирічний роман 1999—2003.